# Depigmentierungscreme

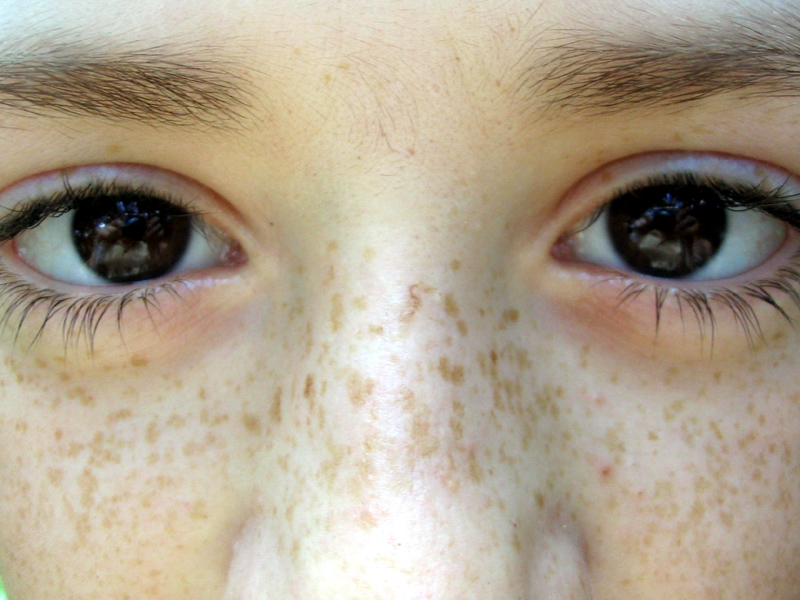
Depigmentierungscreme kann u. a. Epheliden (Sommersprossen) ausbleichen.

Depigmentierungscreme dient der Aufhellung optisch störender Hautstellen oder der Entfernung optisch störender Flaumbehaarung. Da Depigmentierungscreme Hydrochinon enthält, was gesundheitlich nicht unbedenklich ist, ist die Creme nicht freierwerblich. Depigmentierungscreme kann nur rezeptpflichtig erworben oder in gewerblichen Kosmetikstudios angewendet werden.

## Geschichte
Eine besonders helle Haut galt in früheren Epochen, etwa zu Zeiten des Kolonialismus in Afrika oder in der Zeit des Absolutismus in Frankreich, oft als Schönheitsideal. Helle Haut wurde mit vornehmer Herkunft verbunden. Auch noch heute werden in Afrika, Lateinamerika und Asien Cremes verwendet, die die Haut aufhellen, um bessere Chancen auf dem Heirats- und Arbeitsmarkt zu bekommen. Häufig kommen dabei Cremes mit gefährlichen Inhaltsstoffen wie Quecksilber, Glukokortikosteroid oder Hydrochinon zur Anwendung. Solche Mittel sind zwar durchaus wirksam, können langfristig jedoch sogar zu einer Verdunkelung von Hautstellen und schwerwiegenden Erkrankungen und gesundheitlichen Problemen führen. Produkte mit derartigen gefährlichen Inhaltsstoffen werden illegal auch nach Europa importiert. Eine Untersuchung von 163 Bleichcremes aus Belgien ergab, dass 59 % illegale Bestandteile enthalten waren.

## Anwendung

### Depigmentierungscreme für die Haut
Hyperpigmentierte Narben, Epheliden, Chloasmen und Lentigines können Patienten optisch stören, wodurch ein Leidensdruck entsteht. Eine Behandlung kann in diesen Fällen mit einer depigmentierenden Creme erfolgen. Dafür werden die betroffenen Areale jeden Abend eingecremt. Für den Tag sollten die Patienten immer ein Lichtschutzpräparat benutzen und intensive Sonneneinstrahlung meiden. Ist für den Patienten ein kosmetisch befriedigendes Ergebnis erzielt, wird die Applikationshäufigkeit verringert. Dabei wird die Creme für 2 Wochen nur noch jeden 2. Tag verwendet. Anschließend folgen 2 Wochen, in denen die Creme nur noch jeden 3. Tag aufgetragen wird. Die Applikationshäufigkeit wird dementsprechend weiter verringert, bis die Creme gar nicht mehr verwendet wird. Ein Lichtschutzpräparat muss weiterhin verwendet werden.

### Depigmentierungscreme für die Haare
Depigmentierungscreme für die Haare wird bei kosmetisch störender übermäßiger Flaumbehaarung im Gesicht und an den Extremitäten angewendet. Dafür wird die Creme 10 Tage lang einmal täglich für 30 Minuten aufgetragen. Die Hände müssen nach dem Auftragen gut mit Wasser abgespült werden. Nach 30 Minuten wird die Creme mit reichlich Wasser abgespült und es wird eine Hautpflegecreme aufgetragen. Nach den 10 Tagen der täglichen Anwendung sollte die Creme einmal pro Woche für ebenfalls 30 Minuten aufgetragen werden.

Hydrochinon ist ein Hauptwirkstoff in Depigmentierungscreme.

## Inhaltsstoffe

### Depigmentierungscreme für die Haut
Hauptwirkstoffe von Depigmentierungscreme für die Haut sind Hydrochinon und Unguentum emulsificans aquosum. Außerdem können in stärkeren Depgmentierungscremes Dexamethason und Vitamin-A-Säure enthalten sein. Diese stärkeren Cremes sind nur bei ausgeprägten Formen von Hyperpigmentationen und bei robuster Haut anzuwenden.

### Depigmentierungscreme für die Haare
Depigmentierungscreme für die Haare enthält Solutio Hydrogenium peroxidati (30 %), Glycerol, Phosphorsäure und Unguentum emulsificans aquosum.

## Wirkungsweise

### Depigmentierungscreme für die Haut
Depigmentierungscreme  auf Basis von Hydrochinon und Unguentum emulsificans aquosum ist schonend zur Haut. Allerdings ist die Anwendung langwierig. Nach etwa 6–8 Wochen ist häufig ein Abblassen der Hyperpigmentation zu verzeichnen. Das Abblassen beruht dabei auf eine milde Bleichwirkung der Creme. Depigmentierungscreme hemmt die Melaninsynthese.

Depigmentierungscreme, die zusätzlich Dexamethason und Vitamin-A-Säure enthält, wirkt bleichend und schälend.

Die Produktion von Melaninpigmenten wird von Hydrochinon blockiert.–(COOH) bedeutet, dass diese Stellen sowohl –H als auch –COOH oder andere Reste sein können. Der Pfeil deutet an, dass an dieser Stelle ein anderer Rest angehängt werden kann.

### Depigmentierungscreme für die Haare
Die Creme wirkt bleichend und zerstört die Haarsubstanz.

## Risiken
Hydrochinon blockt die Produktion von Melaninpigmenten. Melanine absorbieren UV-Strahlung und schützen die Hautzellen vor einer Schädigung. Durch Melanin-Blocker geht diese wichtige Schutzfunktion verloren, sodass das Risiko, Hautkrebs zu bekommen, steigt.
Hydrochinon darf in Deutschland in ausschließlich gewerblicher kosmetischer Verwendung als Oxidationsmittel zum Haarefärben bis zu einer Konzentration von 0,3 % und als Mittel für künstliche Fingernagelsysteme bis zu einer Konzentration von 0,02 % eingesetzt werden. Der Verkauf von freierwerblichen Depigmentierungscremes für den Privatgebrauch ist in Deutschland verboten. Das einzig zugelassene Arzneimittel in Deutschland ist die Kombination aus Hydrochinon, Tretinoin und Hydrocortison (Pigmanorm). Pigmanorm ist rezeptpflichtig.